# Barillas
Barillas – gmina w Hiszpanii, w Nawarze, o powierzchni 2,9 km². W 2022 roku gmina liczyła 257 mieszkańców. Na terenie gminy znajduje się port lotniczy Barillas.